# مخاطره

یک تصویرنگاشت‌های خطر برای نشان‌دادن خطر ناشی از یک ماده قابل اشتعال.

مخاطره یا شرایط مخاطره‌آمیز (به انگلیسی: Hazard) وضعیت یا هرگونه عامل محیطی، زیستی، شیمیایی، فیزیکی یا مکانیکی است که به‌طور بالقوه دارای میزانی از تهدید یا تهدیدها است که سبب:
- به خطر افتادن سلامتی، آسیب و جراحت به انسان‌ها؛ یا
- خسارت به دارایی‌ها، تجهیزات و ساختمان ها؛ یا
- از بین بردن مواد یا تولیدات؛ یا
- کاهش کارایی در اجرای یک یا چند وظیفه از پیش تعیین شده؛ یا
- ایجاد مخاطره برای طبیعت، محیط زیست یا محیط کار؛ یا

ترکیبی از چند عامل بالا یا همه آن‌ها شود.
بیشتر مخاطره‌ها به صورت ناکارا (غیرفعال) و بالقوه با میزانی نظری و فرضی از ریسک آسیب‌رسانی هستند. شرایط مخاطره‌آمیز تا زمانی که اتفاق نیفتاده است وجود ندارد. یک مخاطره خاص و میزان آسیب‌پذیری نسبت به آن مخاطره با همدیگر ریسک را به‌وجود می‌آورند.

## نام‌گذاری
خطر که در انگلیسی به دو کلمه Danger و Hazard اشاره دارد، به معنای خطر بالقوه (Hazard) و خطر بالفعل (Danger) می‌باشد.
خطر، یعنی هر منبع یا شرایطی که پتانسیل آسیب رسانی و صدمه به افراد یا تجهیزات را داشته باشد. به‌طور مثال می‌گوییم خطر الکتریسیته یا برق: به معنی اینکه در صورت برخورد ما به آن منبع برق یا الکتریسیته احتمال صدمه دیدن ما وجود دارد.

## رویداد
پیشامدی که باعث به‌وجود آمدن یک حادثه گردد یا از پتانسیل لازم برای ایجاد یک حادثه برخوردار باشد را رویداد (به انگلیسی: Incident) می‌گوییم. به عبارت دیگر پیشامدی که ممکن است یک حادثه در پی داشته یا نداشته باشد را رویداد می‌نامیم.

## حادثه
حادثه، سانحه یا تصادف، (به انگلیسی: Accident) یک رویداد خارجی مشخص، قابل شناسایی، ناگاه و غیرقابل پیش‌بینی، غیرعادی و بدون قصد است که در یک زمان و مکان ویژه روی می‌دهد، و بدون دلیل آشکار است، اگرچه اثری مشخص دارد. یک حادثه معمولاً احتمال نتیجهٔ منفی و ناگواری دارد که با آگاهی از دلایل رویدادی که حادثه را می‌آفریند و انجام کار مناسب پیش از رویداد، می‌توان از آن جلوگیری و پیشگیری نمود.

## شناسایی مخاطره
به فرایند شناسایی مخاطره یا شرایط مخاطره‌آمیز موجود و تعریف ویژگی‌های آن شناسایی مخاطره (به انگلیسی: Hazard Identification) گفته می‌شود. به‌طور مثال سنجیدن اینکه که اجرای یک فعالیت تحت چه شرایطی ممکن است باعث بروز شرایط مخاطره‌آمیز شود.

## تجزیه و تحلیل مخاطره
شناسایی، بررسی و پیگیری یک مخاطره برای تعیین پتانسیل، ریشه، ویژگی‌ها و رفتار آن، تجزیه و تحلیل مخاطره یا واکاوی شرایط مخاطره‌آمیز (به انگلیسی: Hazard analysis) گفته می‌شود. واکاوی مخاطره نخستین گام در ارزیابی ریسک است و می‌تواند در هریک از مراحل فرایند انجام گیرد و هدف آن به دست آوردن بهترین روش برای کنترل شرایط مخاطره‌آمیز و ریسک ناشی از آن است.